# Klos
Klos es un municipio y villa de Albania. Se sitúa en el distrito de Mat, en el centro norte del país. El municipio actual se formó durante la reforma local de 2015 mediante la fusión de los antiguos municipios de Gurrë, Klos, Suç y Xibër, que pasaron a ser unidades municipales. La capital del municipio es la propia villa de Klos.
El municipio tiene una población total de 16 618 habitantes (censo de 2011), en un área total de 357.48 km². La población del Klos en sus límites de 2011 era de 7873 habitantes.
Se sitúa sobre la carretera SH6, unos 10 km al oeste de Bulqizë.